# 道徳法則
道徳法則とはイマヌエル・カントによる哲学で用いられる概念である。人間というものには誰しもが従う義務のある究極のルールがあるということであり、これのことを道徳法則という。ここでいわれるルールというのをカントは、ルールというものの本質を体現しているルールと考え、このルールの本質というのがルールが適用される人間の間では決して分け隔てされること無く、誰にでも同じように当てはまる普遍性ということである。カントが言うには自分なりのルール（ポリシー）が自分だけでなく、誰にとっても当てはまるルールが道徳法則ということである。このことからカントは道徳法則に従った行為というのは、自分の意思によって行う行為であるものの、それはいつでも普遍的な立法の原理に妥当するような行為であるとした。